# Alpspitze
L'Alpspitze è una montagna alta 2628 m s.l.m. della Baviera in Germania.
Con la sua forma particolare a piramide è uno dei tratti distintivi del panorama di Garmisch-Partenkirchen.